# Đại Liên
Đại Liên (giản thể: 大连市; phồn thể: 大連市; bính âm: Dàlián Shì, tiếng Nhật: Dairen; tiếng Nga: Далянь) là một địa cấp thị thuộc tỉnh Liêu Ninh, Trung Quốc. Đại Liên cũng là hải cảng không bị đóng băng ở cực bắc Trung Quốc. Thành phố này có diện tích 13.743 km², dân số năm 2020 là 7.450.785 người, trong đó 5.706.383 người sống trong vùng nội thành.

## Phân chia hành chính

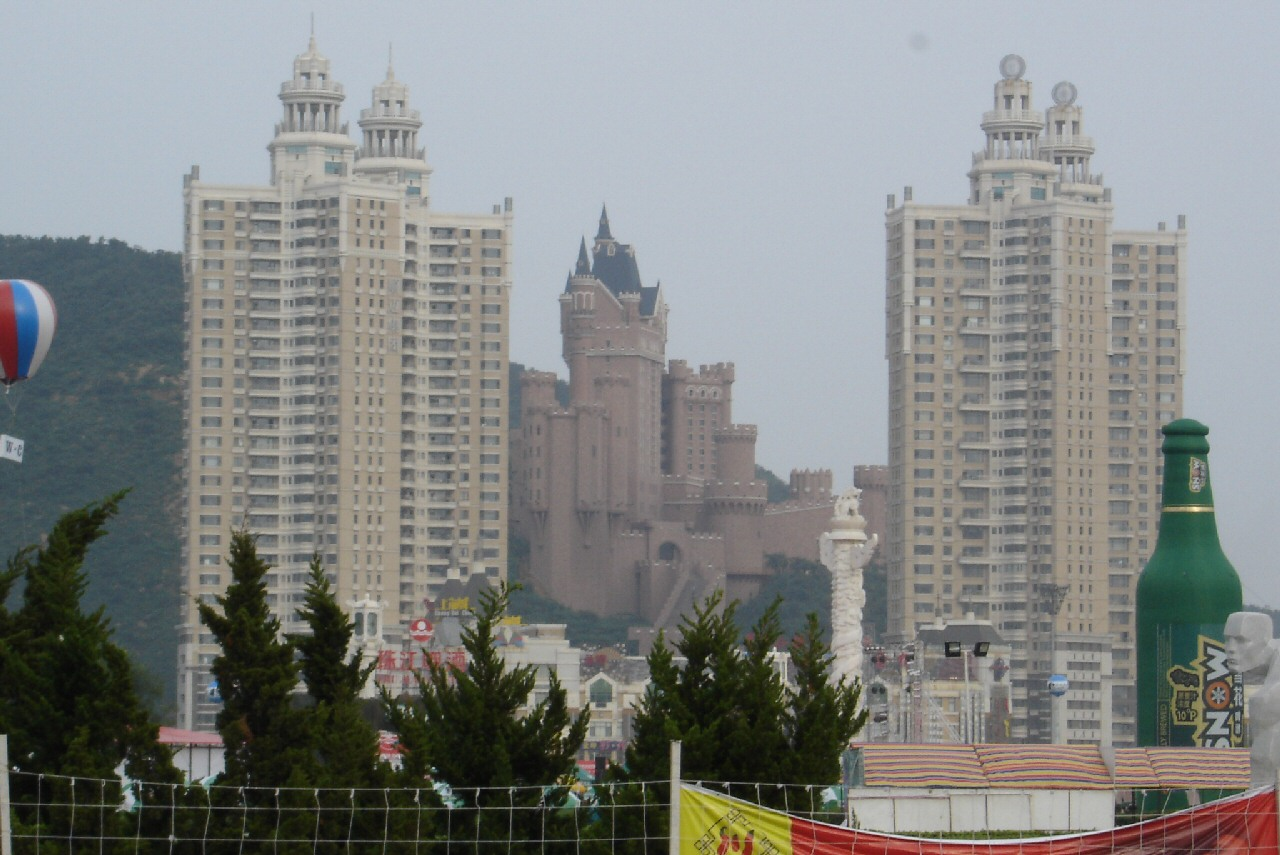
Đại Liên

Thành phố Đại Liên quản lý 7 quận, 2 thành phố cấp huyện và một huyện.
Các quận trung tâm nội thành gồm: Can Tỉnh Tử, Trung Sơn, Tây Cương và Sa Hà Khẩu. Huyện Trường Hải bao gồm toàn bộ các đảo phía đông của bán đảo. Có 74 phó quận và 127 hương (11 bản).
Có 4 khu kinh tế mở (đối ngoại khai phóng tiên đạo khu):
- Khu phát triển mở (开发区)
- Khu miễn thuế tự do thương mại (保税区)
- Khu công nghệ cao (高新技术产业园区)
- Khu nghỉ mát bãi biển Kim Thạch (金石滩国家旅游度假区)

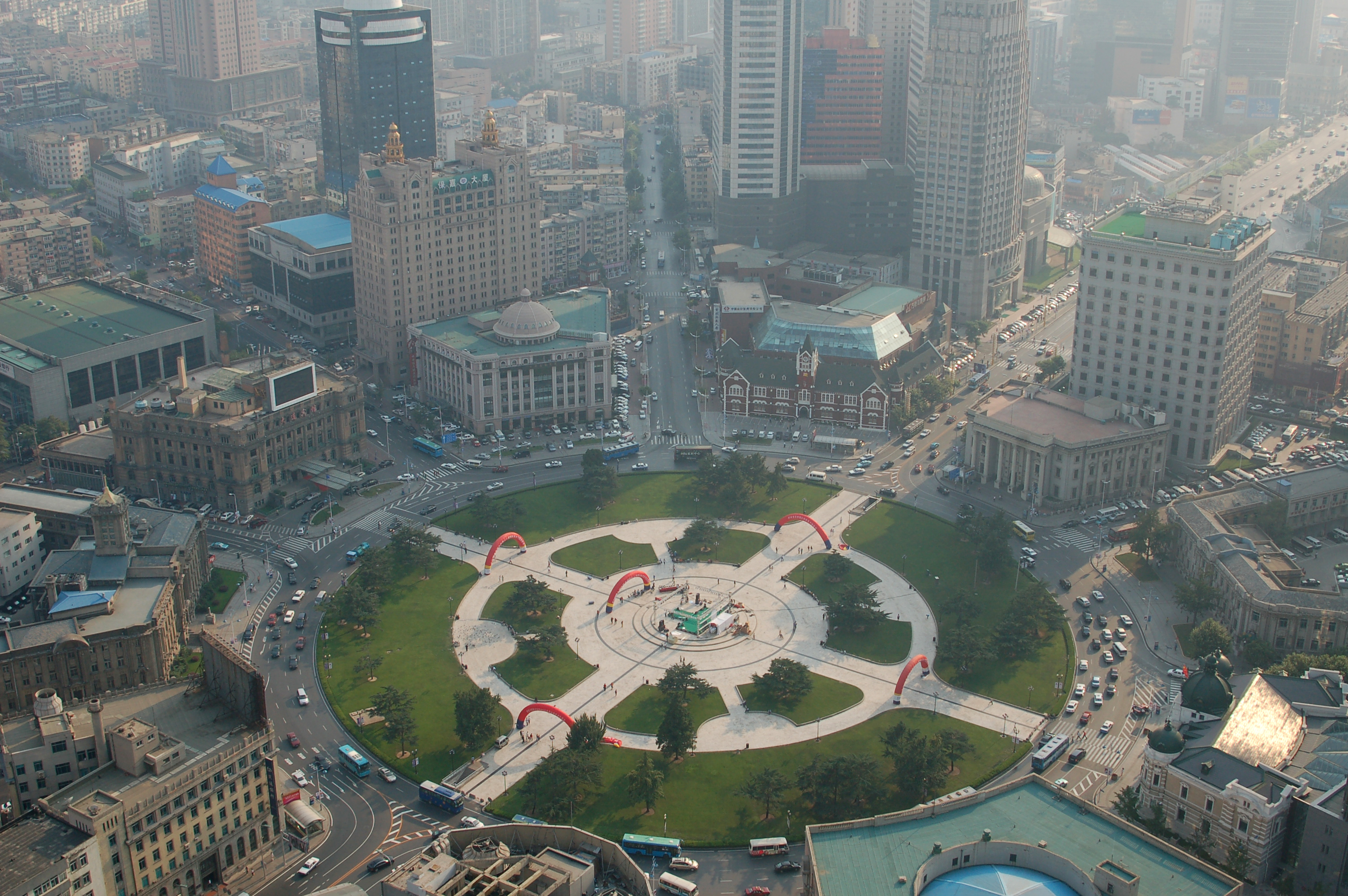
Quảng trường Trung Sơn ở Đại Liên

| Hán Việt        | chữ Hán  | Diện tích (km²) | Dân số    |
| --------------- | -------- | --------------- | --------- |
| các quận        |          |                 |           |
| Cam Tỉnh Tử     | 甘井子区 | 491             | 540 000   |
| Lữ Thuận Khẩu   | 旅顺口区 | 506             | 210 000   |
| Tây Cương       | 西岗区   | 26              | 330 000   |
| Trung Sơn       | 中山区   | 43              | 370 000   |
| Sa Hà Khẩu      | 沙河口区 | 49              | 600 000   |
| Kim Châu        | 金州区   | 1390            | 660 000   |
| Phổ Lan Điếm    | 普兰店市 | 2923            | 820 000   |
| các thành phố   |          |                 |           |
| Ngõa Phòng Điếm | 瓦房店市 | 3791            | 1 030 000 |
| Trang Hà        | 庄河市   | 3866            | 900 000   |
| huyện           |          |                 |           |
| Trường Hải      | 长海县   | 152             | 90 000    |